# 데미리 넬피터스
데미리 넬피터스(Demi-Leigh Nel-Peters, 1995년 6월 28일 ~ )는 남아프리카 공화국의 모델, 미인 대회 우승자이다. 2017 미스 남아공, 미스 유니버스 우승자이다.
현재 미식축구 프로선수 팀 테보우 와 혼인 서약을 맺고 결혼하였다.